# Conomma
Conomma is een geslacht van hooiwagens uit de familie Pyramidopidae.
De wetenschappelijke naam Conomma is voor het eerst geldig gepubliceerd door Loman in 1902. 

## Soorten
Conomma omvat de volgende 20 soorten:
- Conomma annobomum
- Conomma aspera
- Conomma biarmata
- Conomma cardwellensis
- Conomma cassinia
- Conomma dentichelis
- Conomma ealae
- Conomma feai
- Conomma fortis
- Conomma fuscipes
- Conomma harpago
- Conomma minima
- Conomma oedipus
- Conomma orientalis
- Conomma pachytarsus
- Conomma palmeni
- Conomma principea
- Conomma pygatum
- Conomma simplex
- Conomma troglodytes